# Vladimír Machonin
Vladimír Machonin (3. února 1920 Prostějov – 12. ledna 1990 Praha) byl český architekt ruského původu, jeden z představitelů brutalismu, přesněji jeho specifické české verze.

## Tvorba

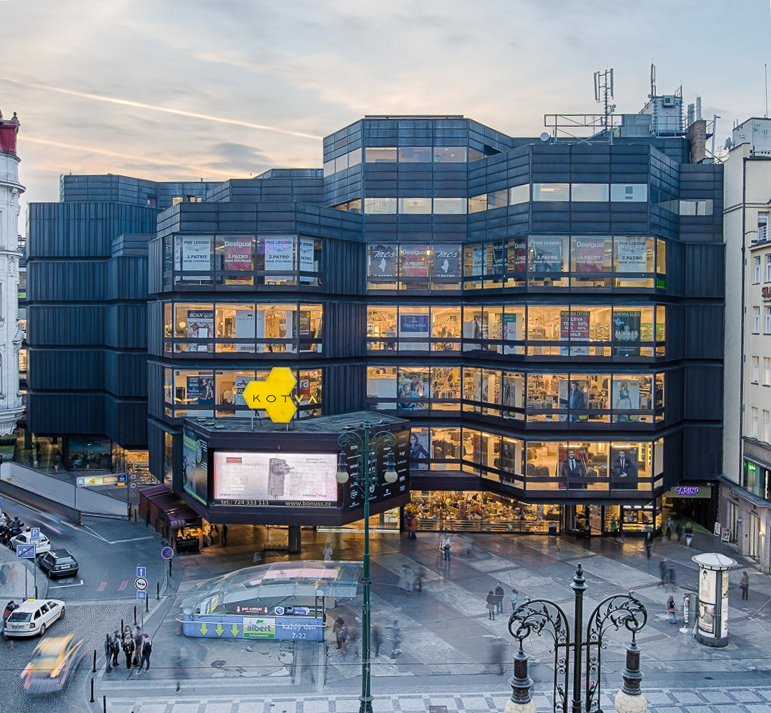
Obchodní dům Kotva

Velkou část staveb připravil se svou ženou Věrou Machoninovou (obchodní dům Kotva v Praze, hotel Thermal v Karlových Varech, budova československého velvyslanectví v Berlíně), samostatně vytvořil například sídliště Lehovec v pražských Kyjích.
Nejvýznamnější projekty vytvořili Machoninovi v ateliéru Alfa na konci 60. let 20. století. Tento ateliér Vladimír Machonin vedl. Zvítězil se svou ženou v několika veřejných architektonických soutěžích, stavby vznikly většinou až v letech sedmdesátých.